# 木下紗佑里
木下 紗佑里（きのした さゆり、本名：木下紗由里、1988年12月31日 - 2019年7月15日）は、長崎県大村市出身のフリーダイビングの選手。ウォーターメイツスイムクラブ長崎所属。血液型O型。

## 人物
幼少期から水泳に親しみ、長崎県立諫早商業高等学校卒業まで競泳選手として練習に励む。高校卒業後は、日本女子体育大学に入学、中高体育教諭免許を取得。同大学卒業後はスイミングスクールにインストラクターとして就職する。在職中の2013年2月にフリーダイビングと出会う。フリーダイバーのHANAKO選手のもと初心者講習を受ける。その後の記録会に誘われ参加。STA（スタティック・息止め競技）で当時の日本記録に迫る6分28秒を叩き出し、同年の世界選手権日本代表に選ばれる。世界選手権では最終決勝まで進み7位の記録を残す。そこでの経験からフリーダイビングで生きていくと決意する。同年10月には、沖縄にて海洋競技の練習を開始する。2014年10月には海洋競技に専念するため拠点を沖縄に移する。2014年12月には自身初の海洋競技のバハマ国際大会（Vertical Blue 2014）に参加。CNF（コンスタントノーフィン）にて-56m、FIM（フリーイマージョン）にて-68mの日本新記録を2つ樹立し、女子総合準優勝となる。2015年5月の同大会では、CNF（コンスタントノーフィン）にて-60m、FIM（フリーイマージョン）にて-80mの日本記録を更新し、女子総合優勝を果たす。
同年9月キプロスで開催された海洋競技世界選手権個人戦に出場、CNF（コンスタントノーフィン）にて-58mを成功させ、アジア人初となる優勝を果たす。CWT（コンスタントウェイト）にて-88m準優勝となり、女子のMVPを獲得する。
2016年4月26日、バハマ国際大会（Vertical Blue 2016）にてCNF（コンスタントノーフィン）-72ｍを成功させ、アジア人初となる世界新記録を樹立する。また、女子総合で準優勝となる。
2019年7月11日、沖縄県読谷村の自宅アパートから転落する事故に遭い、意識不明の状態で病院に搬送されたが、同月15日夕方、死去。30歳没。

## 経歴
STA･･･スタティック・アプネア
DYN･･･ダイナミック･ウィズ･フィン
DNF･･･ダイナミック・ウィズアウト・フィン
CWT･･･コンスタント・ウェイト・ウィズ・フィン
CNF･･･コンスタント・ウェイト・ウィズアウト・フィン
FIM･･･フリー・イマージョン
各種目の詳細についてフリーダイビングの種類を参照。
| 年月日                 | 大会名                                                        | STA   | DYN  | DNF  | CWT  | CNF            | FIM                 | 結果                                                      |
| ---------------------- | ------------------------------------------------------------- | ----- | ---- | ---- | ---- | -------------- | ------------------- | --------------------------------------------------------- |
| 2013年6月21日-30日     | AIDA Pool World Championship 2013 in Belgrade, Serbia         | 5’53” | /    | /    | /    | /              | /                   | 7位                                                       |
| 2014年4月27日-28日     | Freediving Indoorcup 2014 in Shimoda                          | 5’49” | 150m | 113m | /    | /              | /                   | STA2位 DYN2位 DNF優勝 総合優勝                            |
| 2014年11月27日-12月5日 | Vertical Blue 2014 in Bahamas                                 | /     | /    | /    | -73m | -53m -56m -58m | -66m -68m           | CNF優勝 FIM3位 日本記録樹立 総合準優勝                    |
| 2015年4月28日‐5月8日   | Vertucal Blue 2015 in Bahamas                                 | /     | /    | /    | -80m | -60m           | -70m -73m -77m -80m | CNF優勝 日本記録樹立 FIM優勝 日本記録樹立 CWT3位 総合優勝 |
| 2015年9月11日-9月20日  | AIDA Depth World Championship in Limassol, Republic of Cyprus | /     | /    | /    | -88m | -58m           | 申告未達            | CNF優勝 CWT準優勝 女子MVP                                 |
| 2016年4月22日‐5月2日   | Vertical Blue 2016 in Bahamas                                 | /     | /    | /    | -86m | -68m -72m      | 申告未達            | CNF優勝 世界記録樹立 女子総合準優勝                       |